# Communauté de communes de la Terre des Deux Caps
La communauté de communes de la Terre des Deux Caps est une communauté de communes française appartenant à l'arrondissement de Boulogne-sur-Mer, dans le département du Pas-de-Calais en région Hauts-de-France. Elle est créée le 17 décembre 2001 avec pour date d’effet le 1er janvier 2002. Son siège est situé dans la commune de Marquise. Elle regroupe 21 communes et totalise 22 332 habitants en 2021. Elle est localisée dans le nord-ouest du département du Pas-de-Calais, sur la Côte d'Opale, bordée par la Manche. Sur son territoire se trouve les sites des Cap Blanc-Nez et Gris-Nez

## Histoire
La communauté de communes a été créée par un arrêté préfectoral du 17 décembre 2001, en exécution de la Loi relative au renforcement et à la simplification de la coopération intercommunale (Loi Chevènement, par transformation de l'ancien district de Marquise créé le 11 décembre 1972. La communauté de communes est effective depuis le 1er janvier 2002.
Ses compétences ont été étendues afin de renforcer les services à la population, par une modification statutaire approuvée le 17 décembre 2003.

## Territoire communautaire

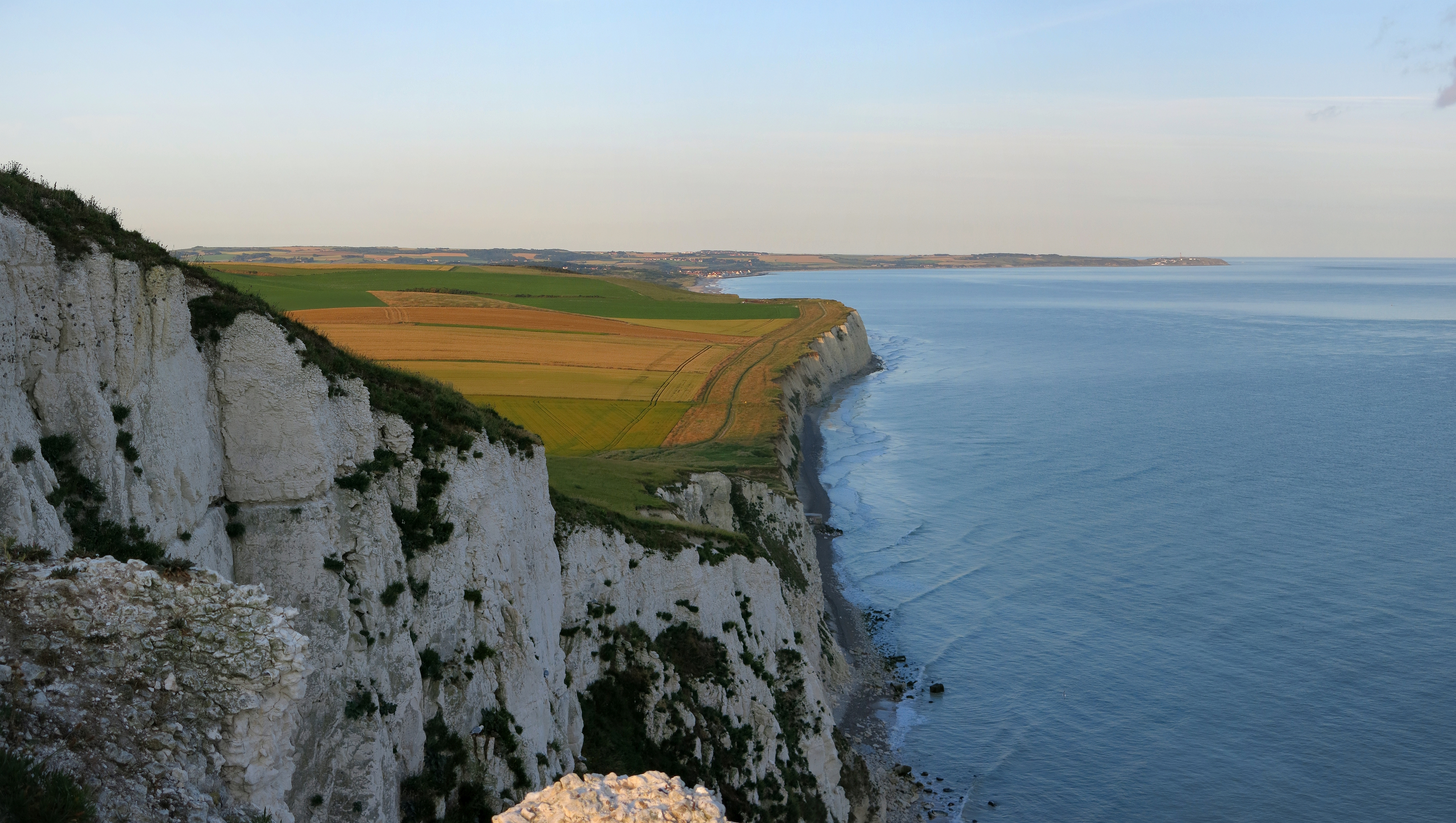
Vue du Cap Blanc-Nez au sud-ouest sur la baie de Wissant jusqu'au Cap Gris-Nez.

### Géographie
La communauté de communes de la Terre des 2 Caps est constituée de 21 communes dont cinq côtières, et est donc concernée par la loi littoral.

### Composition
La communauté de communes est composée des 21 communes suivantes :

| Nom                | Code Insee | Gentilé         | Superficie (km2) | Population (dernière pop. légale) | Densité (hab./km2) |
| ------------------ | ---------- | --------------- | ---------------- | --------------------------------- | ------------------ |
| Marquise (siège)   | 62560      | Marquisiens     | 13,46            | 5 169 (2022)                      | 384                |
| Ambleteuse         | 62025      | Ambleteusois    | 5,45             | 2 010 (2022)                      | 369                |
| Audembert          | 62052      | Audembertois    | 7,5              | 435 (2022)                        | 58                 |
| Audinghen          | 62054      | Audinghinois    | 13,09            | 623 (2022)                        | 48                 |
| Audresselles       | 62056      | Audressellois   | 5,72             | 616 (2022)                        | 108                |
| Bazinghen          | 62089      | Bazinghenois    | 13,2             | 408 (2022)                        | 31                 |
| Beuvrequen         | 62125      | Beuvrequentois  | 4,75             | 459 (2022)                        | 97                 |
| Ferques            | 62329      | Ferquois        | 8,97             | 1 788 (2022)                      | 199                |
| Hervelinghen       | 62444      | Hervelinghinois | 5,89             | 220 (2022)                        | 37                 |
| Landrethun-le-Nord | 62487      | Landrethunois   | 7,7              | 1 242 (2022)                      | 161                |
| Leubringhen        | 62503      | Leubringhenois  | 7,98             | 294 (2022)                        | 37                 |
| Leulinghen-Bernes  | 62505      | Leulinghenois   | 6,9              | 535 (2022)                        | 78                 |
| Maninghen-Henne    | 62546      | Maninghenois    | 3,99             | 329 (2022)                        | 82                 |
| Offrethun          | 62636      | Offrethunois    | 2,62             | 273 (2022)                        | 104                |
| Rety               | 62705      | Restusiens      | 18,25            | 2 050 (2022)                      | 112                |
| Rinxent            | 62711      | Rinxentois      | 8,38             | 3 007 (2022)                      | 359                |
| Saint-Inglevert    | 62751      | Labigeois       | 6,6              | 814 (2022)                        | 123                |
| Tardinghen         | 62806      | Tardinghenois   | 8,72             | 150 (2022)                        | 17                 |
| Wacquinghen        | 62867      | Wacquinghenois  | 2,47             | 261 (2022)                        | 106                |
| Wierre-Effroy      | 62889      | Wierrois        | 18,91            | 845 (2022)                        | 45                 |
| Wissant            | 62899      | Wissantais      | 12,79            | 847 (2022)                        | 66                 |

### Environnement
Le territoire communautaire est entièrement inclus dans le parc naturel régional des Caps et Marais d'Opale, et tire son nom d'un grand site de France, le Grand Site des Deux Caps, classé depuis le 29 mars 2011. 
C'est une importante zone de passage pour les migrations des oiseaux[réf. nécessaire]. 
La faune et la flore y sont riches et diversifiées. Les paysages le sont tout autant, alliant le monde maritime, le rural et celui des carrières[réf. nécessaire].

### Patrimoine
On recense sur le territoire communautaire plusieurs types de constructions d'habitation traditionnelles : la maison de pêcheur, la maison balnéaire, la maison d'artisan et de commerçant, la ferme en pierre du Boulonnais. L'ensemble est laissé nu ou enduit ; un soubassement de pierre dure, recouvert ou non d'un badigeon sombre, est souvent présent. Les maisons de ville et maisons ouvriers sont souvent en briques rouges ou en pierre[réf. nécessaire].
On trouve aussi du petit patrimoine.
La seconde guerre mondiale a laissé des traces sur ce territoire. De nombreux blockhaus sont aujourd'hui toujours visibles sur la côte (anciennement nommée « le mur de l'Atlantique »). Des musées retracent cette douloureuse période : La batterie Todt à Audinghen, le musée 39/45 à Ambleteuse, et la forteresse de Mimoyecques près de Landrethun-le-Nord.

### Démographie
| 1968   | 1975   | 1982   | 1990   | 1999   | 2006   | 2011   | 2016   | 2022   |
| ------ | ------ | ------ | ------ | ------ | ------ | ------ | ------ | ------ |
| 18 384 | 18 467 | 18 977 | 19 701 | 20 561 | 21 459 | 21 987 | 22 134 | 22 375 |

### Logement
En 2022, le nombre total de logements dans la communauté de communes était de 12 450, alors qu'il était de 11 739 en 2016 et de 11 114 en 2011
, soit une progression du nombre total de logements de 12,0 % depuis 2011.
Parmi ces 12 450 logements, 74,0 % étaient des résidences principales, (soit 9 214 logements), 21,9 % des résidences secondaires et 4,1 % des logements vacants. Ces logements étaient pour 89,6 % d'entre eux des maisons individuelles et pour 9,8 % des appartements.
Sur les 9 214 résidences principales, 69,5 % sont occupées par des propriétaires, 28,7 % par des locataires et 1,8 % par des personnes logées gratuitement.
Le tableau ci-dessous présente la typologie des logements dans la communauté de communes en 2022 en comparaison avec celle du Pas-de-Calais et de la France entière. Une caractéristique marquante du parc de logements est ainsi une proportion de résidences secondaires et logements occasionnels (21,9 %) supérieure à celle du département (6,6 %) et à celle de la France entière (9,7 %) ainsi que d'une proportion de logements vacants (4,1 %) inférieure à celle du département (7,2 %) et de la France entière (8 %).
| Typologie                                               | Communauté de communes | Pas-de-Calais | France entière |
| ------------------------------------------------------- | ---------------------- | ------------- | -------------- |
| Résidences principales (en %)                           | 74,0                   | 86,2          | 82,3           |
| Résidences secondaires et logements occasionnels (en %) | 21,9                   | 6,6           | 9,7            |
| Logements vacants (en %)                                | 4,1                    | 7,2           | 8              |

Le tableau ci-dessous présente le type de combustible principal utilisé dans les résidences principales ainsi que l'évolution des différents types de combustible entre 2011 et 2022.
| Type de combustible principal du logement | Communauté de communes | Communauté de communes | Communauté de communes | Pas-de-Calais 2022 |
| Type de combustible principal du logement | 2011                   | 2022                   | △                      | Pas-de-Calais 2022 |
| ----------------------------------------- | ---------------------- | ---------------------- | ---------------------- | ------------------ |
| Gaz de ville - réseau de chaleur          | 31,3 %                 | 30,3 %                 | -1                     | 51,7 %             |
| Fioul (mazout)                            | 16,0 %                 | 10,5 %                 | -5,5                   | 7,4 %              |
| Électricité                               | 27,0 %                 | 29,2 %                 | 2,2                    | 24,4 %             |
| Gaz en bouteilles ou en citerne           | 3,8 %                  | 2,6 %                  | -1,2                   | 1,0 %              |
| Autres (bois, solaire, géothermie, etc.)  | 21,9 %                 | 27,4 %                 | 5,5                    | 15,5 %             |

### Économie

#### Revenus de la population et fiscalité
En 2021, la communauté de communes compte 9 003 ménages fiscaux, regroupant 22 043 personnes.
En 2021, le revenu fiscal médian par ménage, le taux de pauvreté des ménages et la part des ménages fiscaux imposés de la communauté de communes, du département du Pas-de-Calais et de la métropole sont les suivants :
- le revenu fiscal médian par ménage de la communauté de communes est de 21 790 €, supérieur à celui du département du Pas-de-Calais (20 720 €) et inférieur à celui de la France métropolitaine (23 080 €)[Insee 8],[Insee 9],[Insee 10] ;
- le taux de pauvreté des ménages de la communauté de communes est de 14,6 %, inférieur à celui du département du Pas-de-Calais (18,4 %) et inférieur à celui de la métropole (14,9 %)[Insee 11],[Insee 12],[Insee 13] ;
- la part des ménages fiscaux imposés dans la communauté de communes est de 46,6 %, supérieure à celle du département du Pas-de-Calais (44,1 %) et inférieure à celle de la métropole (53,4 %)[Insee 8],[Insee 9],[Insee 10].

#### Emploi
|                              | 2011   | 2016   | 2022   |
| ---------------------------- | ------ | ------ | ------ |
| CC de la Terre des Deux Caps | 13,5 % | 14,3 % | 10,8 % |
| Département                  | 11,3 % | 13,7 % | 11,2 % |
| France métropolitaine        | 11,6 % | 13,7 % | 11,7 % |

En 2022, la population âgée de 15 à 64 ans s'élève à 13 936 personnes, parmi lesquelles on compte 73,9 % d'actifs (65,9 % ayant un emploi et 8,0 % de chômeurs) et 26,1 % d'inactifs,. En 2022, le taux de chômage (au sens du recensement) des 15-64 ans est inférieur à celui du département et inférieur à celui de la France métropolitaine.
La communauté de communes compte 5 487 emplois en 2022, contre 5 207 en 2016 et 5 205 en 2011. Le nombre d'actifs ayant un emploi résidant dans la communauté de communes est de 9 303, soit un indicateur de concentration d'emploi de 59,0 et un taux d'activité parmi les 15 ans ou plus de 57,1 %.
Sur ces 9 303 actifs de 15 ans ou plus ayant un emploi, 7 576 travaillent dans la communauté de communes, soit 81 % des habitants. Pour se rendre au travail, 86,6 % des habitants de la communauté de communes utilisent une voiture, un camion ou une fourgonnette, 3,3 % les transports en commun, 5,2 % s'y rendent en deux-roues motorisé, à vélo ou à pied et 5,0 % n'ont pas besoin de transport (travail au domicile).

#### Entreprises et commerces
La Terre des 2 Caps compte environ 150 commerces de proximité pour environ 400 salariés. Le tourisme est développé ainsi que les emplois dans les services[réf. nécessaire].
L'agriculture est également importante.
Quelques industries agro-alimentaires et logistiques sont implantées, en lien avec l'autoroute et le port de Boulogne-sur-Mer proche, et d'importantes carrières sont exploitées. Le parc d'activité des 2 Caps, de 35 ha, dont la commercialisation de la première phase est achevée, permet l’accueil de nouvelles entreprises dans la deuxième partie.

##### Activités hors agriculture
En 2022, 1 458 établissements marchands non agricoles sont économiquement actifsdans la  communauté de communes,,.
| Secteur d'activité                                                                                        | CC de la Terre des Deux Caps | CC de la Terre des Deux Caps | Département |
| Secteur d'activité                                                                                        | Nombre                       | %                            | %           |
| --- | ---------------------------- | ---------------------------- | ----------- |
| Ensemble                                                                                                  | 1 458                        | 100 %                        | (100 %)     |
| Industrie manufacturière, industries extractives et autres                                                | 119                          | 8,2 %                        | (5,3 %)     |
| Construction                                                                                              | 149                          | 10,2 %                       | (11,7 %)    |
| Commerce de gros et de détail, transports, hébergement et restauration                                    | 394                          | 27,0 %                       | (22,5 %)    |
| Information et communication                                                                              | 33                           | 2,3 %                        | (3,6 %)     |
| Activités financières et d'assurance                                                                      | 82                           | 5,6 %                        | (5,3 %)     |
| Activités immobilières                                                                                    | 92                           | 6,3 %                        | (5,7 %)     |
| Activités spécialisées, scientifiques et techniques et activités de services administratifs et de soutien | 210                          | 14,4 %                       | (20,2 %)    |
| Administration publique, enseignement, santé humaine et action sociale                                    | 229                          | 15,7 %                       | (15,8 %)    |
| Autres activités de services                                                                              | 150                          | 10,3 %                       | (9,9 %)     |

Le secteur du commerce de gros et de détail, transports, hébergement et restauration représente 27,0 % du nombre total d'établissements de la commune (394 sur les 1458 entreprises implantées dans la communauté de communes), contre 22,5 % au niveau départemental, à l'inverse, le secteur des activités spécialisées, scientifiques et techniques et activités de services administratifs et de soutien avec 14,4 % du nombre total d'établissements est inférieur à celui du département (20,2 %).

#### Tourisme

##### Hôtellerie, camping et autres hébergements collectifs
Au 1er janvier 2025, la communauté de communes de la terre des deux caps dispose de treize hôtels pour une capacité totale de 227 chambres, de dix campings totalisant 1 910 emplacements et d'un autre type d'hébergement collectif avec 364 places de lit.

## Organisation

### Siège
Le siège de la communauté est à Marquise, Le Cardo.
L’hôtel communautaire, HQE (haute qualité environnementale), se compose de 1 300 m2 de bureaux, salles et locaux administratifs. Il abrite également l'office du tourisme communautaire depuis 2010.

### Élus
La Communauté de communes est administrée par son Conseil communautaire constituée, pour le mandat 2008-2014, de 39 délégués élus en leurs seins par chacun des conseils municipaux des communes membres.
Pour le mandat 2014-2020, en exécution de l'acte III de la décentralisation, ce nombre a été porté à 44, intégrant des représentants des oppositions municipales. Ces délégués sont désignés à raison d'un délégué pour les communes les plus petites, deux délégués pour Audresselle, Landrethun-le-Nord, Saint-Inglevert, Wierre-Effroy  et Wissant,  trois délégués pour Ferques, quatre délégués pour Rety, cinq délégués pour Rinxent et huit délégués pour Marquise.
Le conseil communautaire du 30 avril 2014 a élu son nouveau président, Francis Bouclet, maire de Saint-Inglevert, et constitué son bureau pour le mandat 2014-2020, qui comprend : 
Vice-présidents
1. Émile Petit, maire de Landrethun-le-Nord ;
2. Denis Joly, maire de Ferques ;
3. Alain Barré, maire de Beuvrequen ;
4. Patrick Bernard, maire de Rety ;
5. Marc Sarpaux, maire d'Audinghen.

Autres membres
Les autres membres su bureau sont : 
- Michel Lagaise, maire de Maninghen-Henne ;
- Bernard Evrard, maire de Marquise ;
- Stéphane Kinoo maire de Rinxent ;
- Arnaud Lelièvre de Brœuille, maire d'Ambleteuse[10].

### Liste des présidents
| Période    | Période                       | Identité        | Étiquette | Qualité                                                      |
| ---------- | ----------------------------- | --------------- | --------- | ------------------------------------------------------------ |
| 2001       | 2014                          | Martial Herbert | PS        | Maire de Marquise (1945 → 1977) Conseiller général (1988 → ) |
| avril 2014 | En cours (au 27 janvier 2015) | Francis Bouclet | DVD       | Maire de Saint-Inglevert (1983→ )                            |

### Compétences
La communauté exerce les compétences qui lui ont été transférées par les communes membres, dans les conditions déterminées par le code général des collectivités territoriales.
Il s'agit des compétences suivantes : 
Compétences obligatoires
- Aménagement de l'espace
  - Études d'aménagement ;
  - Constitution de réserves foncières ;
  - Coordination et développement d'un système d'information géographique ;
  - Mise en réseau des communes au niveau du PLU et du cadastre ;
  - Élaboration, approbation et mise en œuvre de la Charte et du Contrat de Pays du Boulonnais ;
  - Signature des contrats avec les partenaires financiers nationaux et européens et réalisation/gestion des opérations ainsi financées ;
  - Création et gestion de zones d'aménagement concerté (ZAC).
- Actions de développement économique intéressant l'ensemble de la communauté :
  - Création et gestion de zones d'activité économique, et, en particulier, de la ZAE des 2 Caps de Marquise / Leulinghen-Bernes ;
  - Réalisation et gestion d'ateliers relais sur les ZAE communautaire ;
  - Actions pour le maintien ou l'implantation de commerces de proximité en milieu rural (estaminet, restaurant, boulangerie...) ;
  - Recensement des activités économiques du territoire ;
  - Interface avec les organismes consulaires et mise en réseau des acteurs ;
  - Actions de soutien et de promotion en faveur de l'agriculture, de la pêche, de l'artisanat, du commerce et de l'industrie ;
  - Actions favorisant la formation, l'accès à l'emploi, le suivi des jeunes en difficulté et leur insertion (Mission locale...).

Compétences optionnelles
- Protection et mise en valeur de l'environnement ;
- Politique du logement et du cadre de vie ;
- Création, aménagement et entretien de la voirie ;
- Construction, entretien et fonctionnement d'équipements culturels et sportifs et d'équipements de l'enseignement pré-élémentaire et élémentaire ;
- Action sociale d'intérêt communautaire.

Compétences facultatives
- Services à la population ;
- Transport ;
- Petite enfance ;
- Tourisme ;
- Culture ;
- Jeunesse ;
- Services aux communes.

### Organismes de regroupement
Pour l'exercice de ses compétences, l'intercommunalité est membre de : 
- Pôle Métropolitain de la Côte d’Opale
- Syndicat Mixte du Schéma d’Aménagement et de Gestion des Eaux du Boulonnais
- Syndicat Mixte du Parc Naturel Régional des Caps et Marais d’Opale[13].

### Régime fiscal et budget
La communauté de communes est un établissement public de coopération intercommunale à fiscalité propre.
Afin de financer l'exercice de ses compétences, la communauté de communes perçoit une fiscalité additionnelle aux impôts locaux des communes, avec fiscalité professionnelle de zone (FPZ ) et sans fiscalité professionnelle sur les éoliennes (FPE).
Elle collecte également la taxe d'enlèvement des ordures ménagères (TEOM), qui finance ce service public.

## Projets et réalisations

### Urbanisme
Le SCOT (Schéma de cohérence territoriale) paysager de la Terre des 2 Caps a été approuvé en 2010. Il définit 4 secteurs paysagers.
- Les communes de l’Arc Urbain et du Bassin Carrier : Marquise, Rinxent, Ferques, Landrethun-le-Nord, Leulinghen-Bernes, Réty, regroupant 13 149 hab.
- Les communes du Littoral : Wissant, Tardinghen, Audinghen, Audresselles, Ambleteuse, regroupant 4 320 hab.
- Les communes de l’Arrière-littoral : Hervelinghen, Audembert, Bazinghen, Saint-Inglevert, Leubringhen, regroupant 2 042 hab.
- Les communes des Monts et Vallons bocagers entre Slack et Wimereux : Wacquinghen, Maninghen-Henne, Offrethun, Beuvrequen, Wierre-Effroy, regroupant 1 958 hab.

Un PLU (plan local d'urbanisme) communautaire est en cours sur l'ensemble du territoire, à la suite de la loi Grenelle II portant engagement national pour l'environnement. L'ensemble du territoire est couvert en 2010 par des PLU ou des POS valant PLU ; la plupart ont été réalisés avec une étude paysagère et environnementale préalable, en partenariat avec le Parc naturel régional des Caps et Marais d'Opale.

### Développement économique
L'intercommunalité a mis en service des ateliers-relais dans le parc d’activités de Marquise, en bordure de l’A16, afin s'accueillir provisoirement des entreprises pour faciliter leur création et leur développement.

### Tourisme
La communauté a créé Capland, centre d’interprétation du paysage implanté depuis l'été 2014 à Marquise,, et a repris la gestion à compter du 1er janvier 2015 de la forteresse de Mimoyecques.
Elle dispose d'un office de tourisme.

### Risques naturels et technologiques
C'est sur le territoire de la communauté de communes de la Terre des Deux Caps que le recul du trait de côte est un des plus importants de France. La communauté de communes, après un vote en 2024, n'intègre pas dans ses compétences les travaux qui résultent de cette érosion mais, à partir de janvier, un ingénieur financé par la Banque des territoires, est chargé de coordonner l’élaboration d’une « stratégie locale de gestion intégrée du trait de côte » pour une mise en œuvre possible entre 2026 et 2027.
Concernant les inondations  liés aux ruissellements venus des champs, la communauté de communes se déclare incompétente, ce travail étant de la responsabilité des propriétaires des terrains mais un « fonds de concours » est mis en place en 2024 afin d'aider les communes à la réalisation des travaux.